# S/2003 J 23
S/2003 J 23 er en af planeten Jupiters måner: Den blev opdaget 6. februar 2003 af en gruppe astronomer fra Hawaiis Universitet under ledelse af Scott S. Sheppard. Den Internationale Astronomiske Union har endnu ikke formelt givet den et navn, men den har retrograd omløb (dvs. den kredser den "gale vej" rundt om Jupiter), og jupitermåner med denne egenskab får pr. konvention altid navne der ender på bogstavet e.
S/2003 J 23 tilhører den såkaldte Pasiphae-gruppe, som omfatter de 13 yderste Jupiter-måner. Gruppen er opkaldt efter månen Pasiphae.
| Naturvidenskab | Spire Denne naturvidenskabsartikel er en spire som bør udbygges. Du er velkommen til at hjælpe Wikipedia ved at udvide den. |